# Jolie Gabor
Jolie Gabor, Nữ bá tước dòng dõi Szigethy (nhũ danh Janka Tilleman, 1896 – 1997) là một thợ kim hoàn, doanh nhân, hoạt động thiện nguyện trong giới thượng lưu và nhà văn người Mỹ gốc Hungary. Bà được biết đến là mẹ của các nữ diễn viên và nhân vật của giới thượng lưu như Magda, Zsa Zsa, và Eva Gabor.

## Family

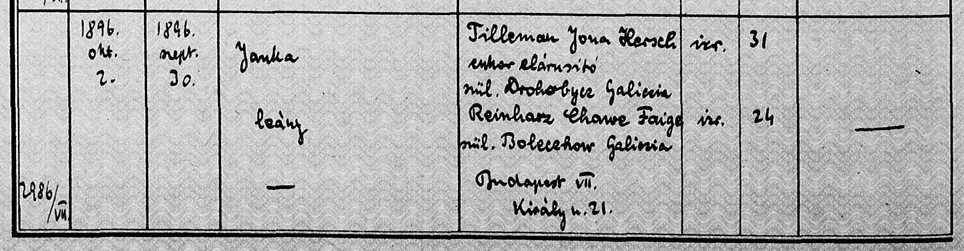
Giấy chứng sinh của Janka Tilleman

Jolie Gabor sinh ra với tên khai sinh là Janka Tilleman vào ngày 30 tháng 9 năm 1896, tại Budapest, Áo-Hung. Cha mẹ là ông Jona (hoặc Jónás) Hersch Tilleman (con trai của Schie Tilleman và Scheindel Grossman) và bà Franceska Chawe Feige Tilleman (nhũ danh Reinharz, Reinharcz, hoặc Reinhartz, con gái của Eiseg Reinhartz và Dorinh; cha mẹ của Jolie đều có tổ tiên là người Do Thái tổ tiên từ Galicia (sau này là một phần của Đế quốc Áo, ngày nay ở Ukraine). Gia đình Tillemans là thợ kim hoàn sở hữu một cửa hàng trang sức được gọi là "Ngôi nhà kim cương". Ông nội đã đổi tên thành József. Dòng dõi Do Thái của gia đình Tilleman cũng được tiết lộ từ một bác sĩ phẫu thuật, -peace.html Tiến sĩ Laszlo Tauber, cũng là người Do Thái, và một người bạn gia đình và hàng xóm của nhà Gabors ở Budapest.
Gia đình bên ngoại của bà là dòng họ Reinharz đã thành lập các cửa hàng trang sức ở Vienna; người chú bên ngoại đã giúp người nhà Tillemans mở doanh nghiệp trang sức của họ, "Ngôi nhà kim cương", tọa lạc tại Rákóczi utca 54. ở Budapest. Franceska (góa phụ của ông Josef Tilleman), kết hôn một thời gian ngắn với một bác sĩ y khoa và bác sĩ đa khoa, bác sĩ Miksa Kende (nhũ Kohn), con trai của Mór Lipót Kohn và Resi Kohn.

## Qua đời
Jolie Gabor đứng trước cái chết của cô con gái út, Eva, mặc dù bà dường như không bao giờ được thông báo về cái chết của Eva. Bà ơi qua đời chưa đầy hai năm sau đó, tại Palm Springs, California do tuổi cao sức yếu vào ngày 1 tháng 4 năm 1997, ở tuổi 100.
Hai tháng sau cái chết của bà Jolie, cô con gái lớn, Magda qua đời. Con gái thứ hai Zsa Zsa qua đời vào ngày 18 tháng 12 năm 2016, ở tuổi 99. Jolie có cháu ngoại là Francesca Hilton (con gái của Zsa Zsa) qua đời năm 2015. Chính Zsa Zsa cũng không được biết về cái chết của con gái.
Jolie Gabor de Szigethy được chôn cất tại Desert Memorial Park, Cathedral City, California.